# Audi Typ P
La Typ P è un'autovettura di piccole dimensioni prodotta dall'Audi nel 1931.

## Storia

### Nascita del modello
Nel 1928 l'Audi, in serie difficoltà finanziarie, venne rilevata dalla DKW, un'altra Casa automobilistica e motociclistica sassone che nel corso di quel decennio era riuscita ad accumulare un ingente patrimonio economico grazie al successo riscosso dalle sue motociclette. La produzione automobilistica era invece agli albori ed un primo successo fu colto con la P15, lanciata proprio in quell'anno. Lo stesso non si poté dire invece della 4=8, affetta da cronici problemi tecnici. Ciò fece nascere nella potenziale clientela dei pregiudizi riguardanti la validità del motore a due tempi applicato alle autovetture. Per accontentare anche quelle persone che non nutrivano fiducia nella soluzione prediletta dalla DKW, venne approntato un nuovo modello che in pratica non era altro che un ibrido che univa il corpo vettura della 4=8 con un motore a quattro tempi che tuttavia non fu derivato dalla produzione DKW o Audi: le due case, infatti, non disponevano di un'unità a quattro tempi di cilindrata adeguata. Perciò strinsero un accordo con i francesi della Peugeot per la fornitura di suoi motori, in particolare di quelli da 1.1 litri montati con successo sulla Peugeot 201.

La presentazione della Typ P avvenne al Salone di Berlino del 1931 e la produzione fu avviata presso lo stabilimento di Spandau dove già erano attive le linee di montaggio della 4=8.

### Caratteristiche
Il telaio e la carrozzeria erano molto simili a quelli della 4=8, in particolare alla versione V1000, da cui vennero riprese tutte le soluzioni inerenti alla meccanica telaistica, ossia le sospensioni ad assale rigido con molle a balestra e l'impianto frenante a tamburi sulle quattro ruote. Le misure di carreggiata anteriore e posteriore erano, rispettivamente, di 1.120 mm e 1.170 mm.
La Typ P montava come già detto un motore di origine Peugeot. Tale motore era come sempre sistemato in posizione anteriore ed era l'unità SE a quattro cilindri in linea ed a quattro tempi, della cilindrata di 1.122 cm³ (alesaggio e corsa pari a 63x90 mm). Questo motore con distribuzione a valvole laterali erogava una potenza massima di 30 CV a 3.200 giri al minuto, sufficiente per far raggiungere alla vettura una velocità massima di 80 km/h. L'impianto elettrico era a 6 volt.
Il cambio, con leva al centro della vettura, era a tre rapporti, mentre la trazione era posteriore. La carrozzeria disponibile era solo una, di tipo berlina a due porte e quattro finestrini.

### Esito commerciale
In realtà la Typ P fu uno dei flop più clamorosi nella storia dell'Audi: percepita come un prodotto senza identità, riscosse uno scarso successo: introdotta nel maggio del 1931, venne tolta di produzione già nell'ottobre dello stesso anno, dopo 327 esemplari assemblati.